# モスクワ軍管区
モスクワ軍管区（モスクワぐんかんく、ロシア語: Московский военный округ；略称МВО、英語: Moscow Military District）は、ロシア帝国陸軍、ソ連軍、ロシア連邦軍のロシア西部における軍管区、統合部隊。沿ドニエストル共和国に駐屯する部隊も管轄している。軍管区本部は、モスクワに位置する。
2024年2月26日、プーチン大統領が西部軍管区をモスクワ軍管区とレニングラード軍管区に分割する大統領令に署名しモスクワ軍管区が再編成された。

## 歴史

### 戦前

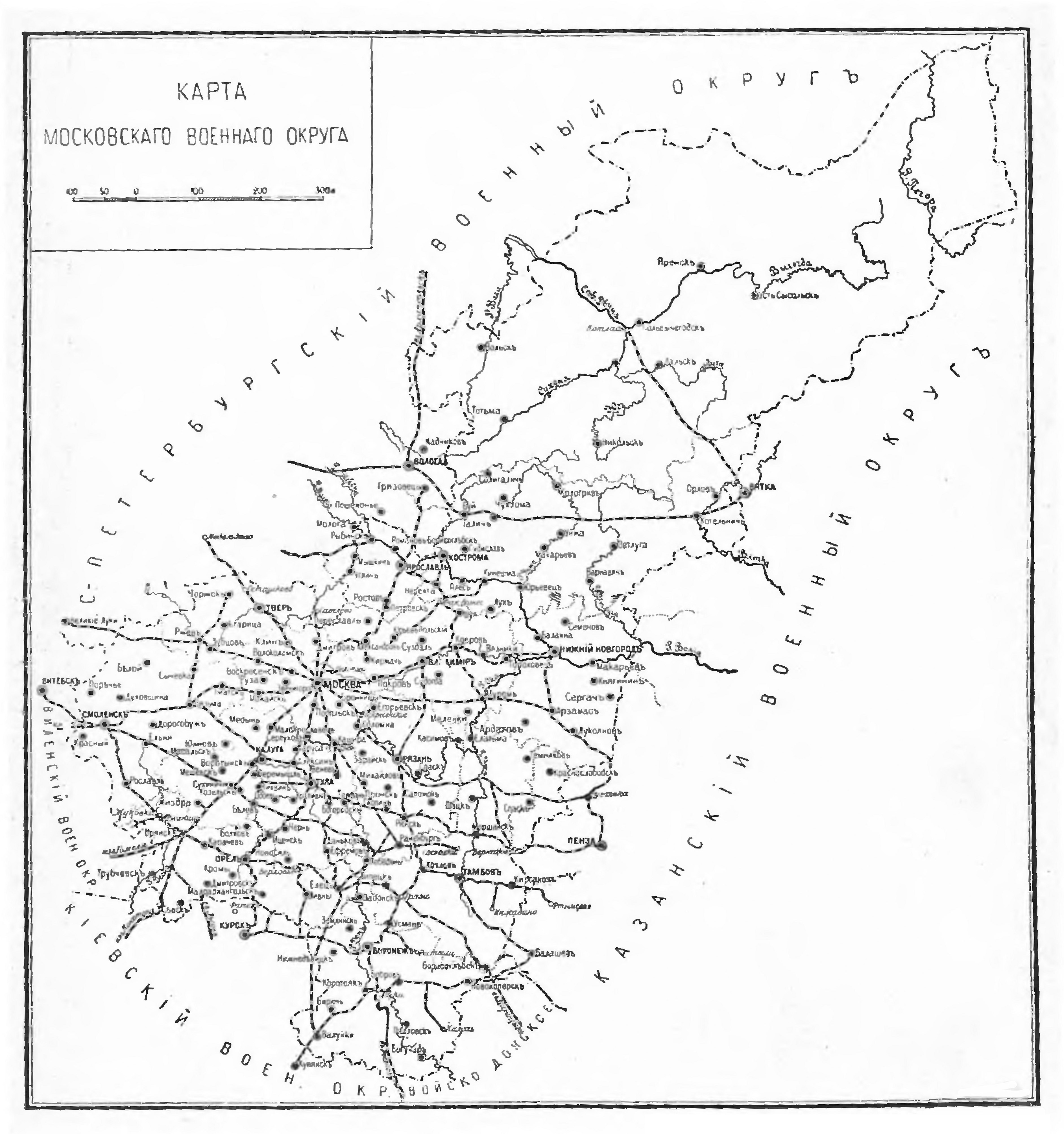
モスクワ軍管区

1918年3月13日、最高軍事会議令により、モスクワ軍管区が設置された。1917年～1922年のロシア内戦と軍事干渉時代、モスクワ軍管区は全戦線への兵員・装備の供給源となり、1919年6月から同年9月中旬までに33期の召集を行い、50万人以上を動員した。モスクワでは、第1モスクワ狙撃師団、ワルシャワ革命連隊、第2革命連隊が編成され、ラトゥイシュ支隊（ラトビア人部隊）はラトゥイシュ狙撃師団に編入された。ヴォロネジでは2個騎兵師団が、ニジニ・ノヴゴロドでは2個狙撃師団、2個狙撃連隊、タンボフでは第16狙撃師団が編成された。モスクワ軍管区内には、各種軍事教育施設が集中しており、1918年～1919年の間に1万1千人の指揮官を訓練し、前線に送り出した。
内戦終結後、復員が始まり、軍管区の兵員は58万人（1920年末）から8万5千人（1923年1月1日）まで削減された。軍管区内では、毎年、秋季交差演習が行われ、新しい部隊組織、戦闘行動、集団戦の戦術が検閲された。1930年代初め、軍管区にMS-1戦車、後にT-26、T-27、BT軽戦車、T-28中戦車、T-35重戦車が現れた。1930年、赤軍最初の機械化旅団がモスクワ軍管区に編成され、1932年、機械化軍団が創設された。
1930年8月2日、ヴォロネジ郊外での試験・模範演習において、世界最初の空挺部隊のパラシュート降下が実施され、この日は、空挺軍の創設日とされている。

### 第2次世界大戦
1941年までに、モスクワ軍管区には、4個狙撃軍団、2個機械化軍団が存在した。管区航空隊は、第24、第78戦闘機、第6、第23、第77混成航空師団から成った。軍管区の防空は、第1防空軍団の8個戦闘機航空連隊が担当し、全防空手段はモスクワ防空地帯として統合されていた。
独ソ戦中、軍管区内では、3個戦線、23個軍、11個軍団、128個師団、197個旅団、4190個部隊が編成され、総員450万人が動員された。1944～1945年だけで120万人が訓練され、前線に送られた。また、軍管区内には、29校の高等、69校の中等軍事教育施設が存在し、6万人の将校が教育された。
1941年10月26日～1942年2月15日までの間、軍管区本部は、ゴーリキー（現ニジニー・ノヴゴロド）に所在した。

### 戦後
終戦後、平時編成に移行。
1968年2月22日、ソビエト軍創設50周年と関連して、レーニン勲章が授与される。
モスクワ軍管区は、創設以来、首都の軍管区であり、他国と国境を接しておらず、全軍の動員、訓練拠点として機能してきたが、ソ連崩壊後、親西側のウクライナと国境を接することになり、その機能は変化した。
軍管区の部隊及び保管基地には、戦車×2,040両、装甲車両×2,246両、火砲×1,740門、戦闘ヘリ×206機その他の兵器が装備されていた。
2010年9月20日、西部軍管区へと改編された。
2024年2月26日、プーチン大統領の大統領令への署名により、これまでの西部軍管区をモスクワ軍管区とレニングラード軍管区の2つに分割した。。

## 編成
モスクワ軍管区は、2個軍と軍管区直轄部隊から成り、沿ドニエストル共和国に駐屯する在モルドバ共和国沿ドニエストル地域ロシア軍作戦集団も管轄している。空軍の1個航空軍、鉄道軍の1個鉄道軍団が配属されている。

### 第22軍
ニジニー・ノヴゴロドに軍本部を置く。
- 第6独立戦車旅団：旧第3自動車化狙撃師団第100戦車連隊。ソルモヴォ
- 第9独立自動車化狙撃旅団：旧第3自動車化狙撃師団第254親衛自動車化狙撃連隊。ムリノ
- 第211親衛砲兵旅団：ムリノ。2S5×71門装備
- 第918ロケット砲連隊：ムリノ。ウラガン×34門装備
- 第50ロケット旅団：シュヤ。トーチカ装備
- 第5高射ミサイル旅団：シュヤ。ブーク装備
- 第70保管基地（軍部隊22033）：トヴェリ
- 第1174保管基地（軍部隊64238）：ノーヴォエ・スモリノ
- 第28工兵連隊：B.コジノ
- 第130独立通信連隊：ニジニー・ノヴゴロド

### 第20軍
ヴォロネジに軍本部を置く。
- 第4独立親衛戦車旅団：旧第4親衛戦車師団の第13親衛戦車連隊と第423親衛自動車化狙撃連隊。ナロ・フォミンスク
- 第262保管基地：旧第10戦車師団。戦時に第1独立戦車旅団に展開。ボグチャル
- 第236砲兵旅団：タンボフ。2A36×72門装備
- 第397ロケット砲連隊：スコピン。9R140ウラガン×36門装備
- 第448ロケット旅団：クルスク
- 第53高射ミサイル旅団：クルスク。ブーク装備
- 第4944保管基地：エリニャ。解散？
- ？親衛工兵連隊：ベレフ
- 第6独立通信連隊：ヴォロネジ
- 第250独立特別任務偵察連隊：オストロゴズネク
- 第227独立電波電子戦連隊：クルスク
- 第51独立電波技術大隊：ドミトリエフ・リゴフスキー

### 軍管区直轄部隊
- 第5独立親衛自動車化狙撃旅団：旧第2親衛自動車化狙撃師団：アラビノ。「タマンスカヤ」師団
- 第27独立親衛自動車化狙撃旅団：モスレントゲン。「セヴァストポリスカヤ」旅団
- 第99保管基地：戦時に第13独立自動車化狙撃旅団に展開。トヴェリ
- 第16独立特殊任務旅団：タンボフ。スペツナズ
- 第154独立警備連隊：モスクワ
- 第273砲兵旅団：トヴェリ。2S5×72門、2A36×72門装備
- 第45大火力砲兵旅団：タンボフ。9A52スメルチ×36門
- 第79ロケット砲旅団：トヴェリ
- 第112ロケット旅団：シュヤ。トーチカ装備
- 第202高射ミサイル旅団：ナロ・フォミンスク。S-300V装備
- 第49高射ミサイル旅団：エリニャ。ブーク装備
- 第395対戦車砲連隊：ノーヴァヤ・リャダ
- 第9音響偵察連隊：ボブロフ
- 第467親衛管区教育センター：コヴロフ
- 第385管区教育センター：ムリノ
- 第22中央備蓄基地：ブイ
- 第8工兵連隊：ロストフ
- 第66親衛架橋工兵連隊：ムロム
- 第1独立通信旅団：クルキノ
- 第119独立通信旅団：セリャチノ
- 第111独立通信旅団：セリャチノ
- 第272独立通信連隊：エリノ
- 第82独立特別任務偵察旅団：ヴャジマ
- 第312独立特別任務偵察連隊：スモレンスク
- 第225独立電波電子戦連隊：ノヴォモスコフスク
- 第70独立電波技術旅団：ナロ・フォミンスク
- 第27放射線・化学・生物学防護旅団：クルスク

### 空軍
- 第16航空軍：クビンカ

### 鉄道軍
- 第35鉄道軍団：スモレンスク

### 準軍隊
戦時には、軍管区内に駐屯する他省庁の軍事組織も作戦統制下に置く。
- ロシア国内軍
  - モスクワ国内軍管区
- ロシア国境軍
  - 中央連邦管区地域国境局

## 歴代司令官
| 職名       | 氏名                         | 階級       | 在任期間            | 出身校                         | 前職                           |
| ---------- | ---------------------------- | ---------- | ------------------- | ------------------------------ | ------------------------------ |
| 司令官     | パーヴェル・アルテミエフ     | 大将       | 1941-1947           | チェキスト                     | NKVD作戦軍局長                 |
| 司令官     | キリル・メレツコフ           | ソ連邦元帥 | 1947-1949           |                                | 沿海州軍管区司令官             |
| 司令官     | パーヴェル・アルテミエフ     | 大将       | 1949-1953.6         | チェキスト                     |                                |
| 司令官     | キリル・モスカレンコ         | ソ連邦元帥 | 1953.6-1960.10      | ハリコフ統合赤指揮官学校       | 第38軍司令官                   |
| 司令官     | ニコライ・クルイロフ         | ソ連邦元帥 | 1960.10-1963.3.4    | 歩兵・機関銃課程               | レニングラード軍管区司令官     |
| 司令官     | アファナシー・ベロボロドフ   | 上級大将   | 1963.3.5-1968       | ニジェゴロド歩兵学校           | 国防省人事総局長               |
| 司令官     | エフゲニー・イワノフスキー   | 大将       | 1968-1972           | サラトフ装甲戦車学校           | モスクワ軍管区第一副司令官     |
| 司令官     | ウラジーミル・ゴヴォロフ     | 上級大将   | 1972-1980           | リャザン砲兵学校               | 沿バルト軍管区司令官           |
| 司令官     | ピョートル・ルシェフ         | 上級大将   | 1980-1985.6         |                                |                                |
| 司令官     | ウラジーミル・アルヒーポフ   | 上級大将   | 1985.7.6-1988.5.4   |                                |                                |
| 司令官     | コンスタンティン・コチェトフ | 上級大将   | 1988.5.4-1989.1     |                                | ザカフカーズ軍管区司令官       |
| 司令官     | ニコライ・カリーニン         | 大将       | 1989.1-1991.8       |                                | 地上軍空挺部隊司令官           |
| 司令官     | ウラジミール・トポロフ       | 大将       | 1991.9-1992.5.17    |                                | 極東軍管区参謀長               |
| 司令官     | レオンティー・クズネツォフ   | 大将       | 1992.7.16-1999.4.20 |                                |                                |
| 司令官     | イーゴリ・プザノフ           | 大将       | 1999.4.20-2001.3.28 | オムスク高等諸兵科共通指揮学校 | モスクワ軍管区副司令官         |
| 司令官代行 | ニコライ・マカロフ           | 大将       | 2001.4-2001.7       | モスクワ高等諸兵科共通指揮学校 | モスクワ軍管区参謀長           |
| 司令官     | イワン・エフレモフ           | 上級大将   | 2001.7.12-2005.6.6  |                                |                                |
| 司令官     | ウラジーミル・バキン         | 上級大将   | 2005.6.6-2009.2.5   | 極東高等諸兵科共通指揮学校     | 沿ヴォルガ・ウラル軍管区参謀長 |
| 司令官     | ワレリー・ゲラシモフ         | 大将       | 2009.2.5-2010.12    | カザン高等戦車指揮学校         | レニングラード軍管区司令官     |
| 司令官     | セルゲイ・クゾブレフ         | 大将       | 2024.5.15-          | リャザン高等空挺指揮学校       | 南部軍管区司令官               |